# Travisiopsis dubia
Travisiopsis dubia is een borstelworm uit de familie Typhloscolecidae. Het lichaam van de worm bestaat uit een kop, een cilindrisch, gesegmenteerd lichaam en een staartstukje. De kop bestaat uit een prostomium (gedeelte voor de mondopening) en een peristomium (gedeelte rond de mond) en draagt gepaarde aanhangsels (palpen, antennen en cirri).
Travisiopsis dubia werd in 1948 voor het eerst wetenschappelijk beschreven door Støp-Bowitz.